# Иневка (деревня)
Иневка — деревня в Наро-Фоминском районе Московской области, в составе сельского поселения Ташировское. Численность постоянного населения по Всероссийской переписи 2010 года — 6 человек, в деревне числятся 16 садовых товариществ. До 2006 года Иневка входила в состав Ташировского сельского округа.
Деревня расположена в западной части района, на левом берегу реки Иневка (приток Нары), примерно в 4 км к северу от города Наро-Фоминска, высота центра над уровнем моря 180 м. Ближайшие населённые пункты — Новая в 1 км на юго-запад и Малые Семенычи в 1 км на северо-восток.